# García de Silva y Figueroa
García de Silva y Figueroa (Medina de las Torres, 29 de diciembre de 1550-océano Atlántico, 22 de julio de 1624) fue un soldado, diplomático, erudito y explorador español, el primer occidental en identificar las ruinas de Persépolis (Tajte chamšid), la antigua capital del Imperio aqueménida en Persia y una figura esencial entre los europeos que viajaron al interior de Asia durante el Renacimiento.

## Biografía

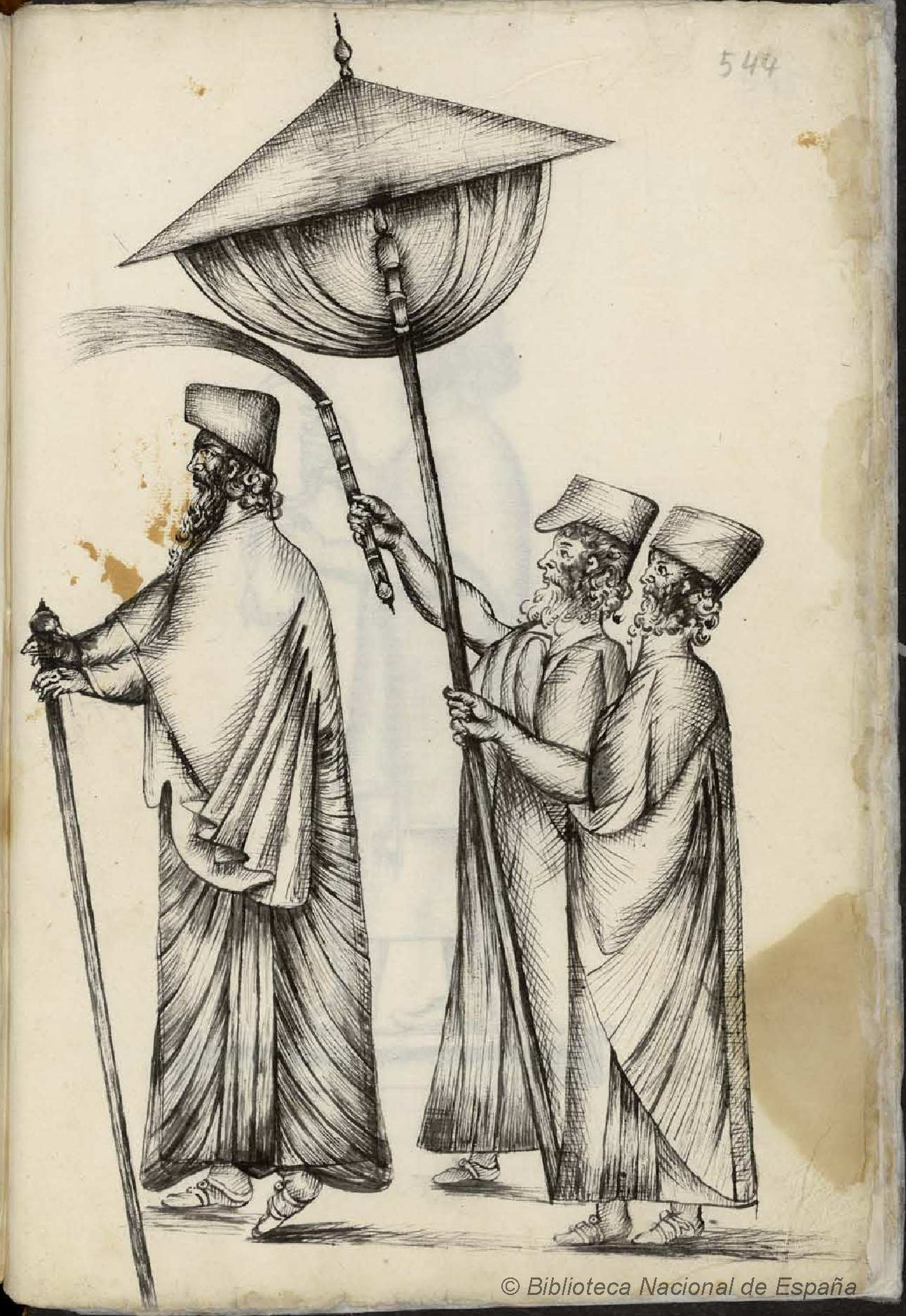
Dibujo a pluma contenido en el manuscrito de García de Silva conservado en la Biblioteca Nacional de España, manuscrito 553

García de Silva y Figueroa nació el 29 de diciembre de 1550 en la población extremeña de Medina de las Torres, cerca de  Zafra. Hijo de Gómez de Silva y de María de Figueroa, estaba emparentado con los condes de Zafra. García de Silva y Figueroa estudió leyes en Salamanca, sirvió en el Ejército de Flandes, y con posterioridad fue nombrado gobernador de Badajoz. 
Prestó después sus servicios en la Secretaría de Estado y Felipe III lo eligió para encabezar la embajada española a la corte de Abás I el Grande, gobernante del Imperio safávida (Persia). El soberano español tenía un doble interés en esta embajada: el primero, aliviar el frente mediterráneo de la presión del imperio otomano, repuesto de su derrota en la batalla de  Lepanto; el segundo, lograr que el sah renunciara a conquistar la isla de Ormuz, en el Golfo Pérsico, en manos portuguesas, la llave para controlar el comercio marítimo con Asia.
García de Silva llevaba en su flota de tres naves un rico flete de regalos para el emperador safávida; una espada de buen acero, una copa y un brasero de oro, una cubertería de plata, morriones, arcabuces, un perro mastín, grandes cantidades de la valiosa pimienta y muchas otras mercancías.
Salió García de Silva de Lisboa el 8 de abril de 1614 a bordo de la Capitana, de la Armada de la India, y tras un largo y azaroso viaje por mar doblando el cabo de las Tormentas o de Buena Esperanza, llegó a la fastuosa Goa, capital de la India portuguesa. Tuvo serios problemas con los portugueses, que se defendían de presuntas «injerencias castellanas», e incluso pasó un tiempo detenido. Después de bordear las pedregosas costas de Omán y las rocas amenazantes del estrecho de Ormuz, desembarcó en Bandar Abbás (Persia) el 12 de octubre de 1617.
A Silva se le habían encomendado varias tareas diplomáticas de suma importancia: tratar de la expansión de Abás I en el golfo Pérsico, observar de cerca su relación con los ingleses de cara a mantener el monopolio comercial portugués en el Índico y con la intención manifiesta de que «el persa persevere en la guerra contra el Turco para que (éste) no progrese en el Mediterráneo».
Llevaba consigo un impresionante séquito de cien criados y otro centenar de camelleros, cargados de equipajes y de regalos destinados al sah. El viaje por el interior de Persia fue muy penoso y el 1 de mayo de 1618 entró la comitiva en Isfahán. Fue bien recibido en Isfahán, pero sin embargo no consiguió ninguno de sus objetivos, y acabó convirtiéndose en centro de burlas y risas de la corte persa debido a su severidad española y su falta de interés en los placeres, atribuida a su avanzada edad.
Recorrió Figueroa casi toda Persia, parte de la Mesopotamia y de la Anatolia, visitando Shiraz y Qom, entre otras ciudades. Alcanzó las ruinas de Persépolis (que en su texto denomina «Chilminara», corrupción del persa Čehel Menāra), y describió su arruinada majestad en una vívida carta al marqués de Bedmar. Esta misiva causó una gran impresión en los círculos ilustrados de Europa, y fue rápidamente traducida al latín y al inglés. 
Si bien António de Gouveia (1602) y Giambattista y Girolamo Vecchietti (1606) ya habían reconocido los caracteres cuneiformes como un tipo de escritura, Figueroa es el primer occidental en describirlos, anticipándose en ello a Pietro Della Valle:

Existe una impresionante inscripción tallada en jaspe negro. Sus caracteres son todavía claros y brillantes, increíblemente libres de daño y deterioro a pesar de su muy grande edad. Las letras mismas no son ni caldeo, ni hebreo, ni griego, ni árabe ni de ningún pueblo que pueda haberse conocido hasta ahora o que haya existido jamás. Son triangulares, en la forma de pirámides u obeliscos diminutos, como están ilustradas en el margen y son todas idénticas excepto por su posición y ordenación. Sin embargo, los caracteres resultantes de la composición son extraordinariamente diferentes.

Mandó hacer dibujos de las más notables esculturas y de algunas inscripciones. Durante sus viajes acumuló una extraordinaria colección de antigüedades y obras de arte de gran valor, que se llevó consigo al emprender el viaje de vuelta a España en 1619, desencantado, enfermo y fracasado en su embajada. Después de no pocas vicisitudes, alcanzó Goa en 1621, pero no pudo salir de la India portuguesa hasta febrero de 1624, cuando encontró un barco que lo llevara a Lisboa. La muerte le sorprendería en alta mar, en julio de 1624, no se sabe a qué altura de su derrota, pero probablemente ya cerca de Lisboa. Del paradero de su colección apenas se tienen datos; se sabe que llevaba una gran cantidad de objetos colectados en el reino de Abás, pero todos desaparecieron.

## Figura
El viajero italiano Pietro Della Valle, que se hallaba en Persia al tiempo de su llegada, dijo de García de Silva:

È vecchio assai; non solo con barba bianca, ma anco senza denti: è robusto con tutto ciò, e nella città entrò a cavallo, quantunque per viaggio soglia andare in lettiga. Venne molto ben vestito, con tutti i suoi, alla Spagnuola.

Era hombre de autoridad y de vasto saber, acreditado por sus informes y observaciones sobre geografía, historia natural, arqueología y sobre la generalidad de los conocimientos humanos.

## Obra
Escribió una crónica completa de sus viajes titulada Totius legationis suae et Indicarum rerum Persidisque commentarii, que constituye sin duda alguna la mejor descripción de la Persia de entonces. El libro de García de Silva y Figueroa Comentarios de D. García de Silva y Figueroa de la embajada que de parte del Rey de España Don Felipe III hizo al rey Xa Abas de Persia es una crónica de la embajada a Persia en la que se puede encontrar una gran cantidad de datos fielmente recogidos, como la descripción de Persépolis y de la lengua cuneiforme, lo que supone una información muy valiosa, pues es la primera vez que se describe en Europa la lengua cuneiforme como una escritura del tiempo de los aquenémidas.
Informa con detalle de los sucesos en la corte de sah Abás, describe cuidadosamente las ciudades que visitó, sitios menores, y hasta los caravanserai que halló a su paso, y proporciona además datos etnográficos sobre las comunidades no musulmanas de Irán, como los armenios de Jolfa. Informa en especial sobre los zoroastrianos, su lengua, su religión y particularmente sus prácticas funerarias; la práctica de la tauromaquia en las ciudades persas y el cultivo de palmeras datileras en el sur de Persia. La obra traducida al francés por el holandés Abraham de Wicquefort en 1667, y el manuscrito original se conserva en la Biblioteca Nacional de España de Madrid. Pese a ello, España no pudo disfrutar de magna obra hasta que la Sociedad de Bibliófilos Españoles realizó una cuidada impresión en dos volúmenes en 1903. Existe asimismo al respecto una tesis doctoral inédita presentada por la profesora Najmeh Shobeiri de la Universidad Complutense de Madrid.
Escribió además un relato sobre Tamerlán basándose en autores persas como Ḵᵛāndamīr, describiendo en detalle la batalla de Angora. El texto contiene numerosas referencias geográficas que muestran el profundo entendimiento del autor.
En el año 2017, el fotógrafo Manolo Espaliú publicó un fotolibro con los vestigios de todos lugares que visitó García de Silva en su recorrido por Irán que contiene, además, varios fragmentos de su diario de viaje.

## Como personaje de ficción literaria

Retrato de don García de Silva y Figueroa en óleo sobre lienzo por el pintor Alejandro Cabeza (2017)

Don García de Silva y Figueroa se convierte en protagonista del relato de terror y misterio Denn die Toten segeln schnell (en español, Porque los muertos navegan deprisa), obra de Salomé Guadalupe Ingelmo. El texto forma parte de la antología titulada Lo Siniestro.

## Representaciones pictóricas
En 2017, partiendo de la descripción física que del embajador español ante el sah de Persia deja en su día Pietro Della Valle, el pintor Alejandro Cabeza realiza un retrato en óleo sobre lienzo donde ofrece una cuidada reconstrucción fisonómica de don García de Silva y Figueroa.